# Resistance Is Futile
Resistance Is Futile è il tredicesimo album in studio del gruppo musicale britannico Manic Street Preachers, pubblicato il 13 aprile 2018.

## Tracce
1. People Give In – 3:54
2. International Blue – 3:52
3. Distant Colours – 3:29
4. Vivian – 4:15
5. Dylan & Caitlin – 3:53
6. Liverpool Revisited – 2:31
7. Sequels of Forgotten Wars – 4:21
8. Hold Me Like a Heaven – 4:18
9. In Eternity – 4:16
10. Broken Algorithms – 3:52
11. A Song for the Sadness – 4:20
12. The Left Behind – 3:08

## Formazione
- James Dean Bradfield - voce, chitarra
- Nicky Wire - basso, chitarra, voce
- Sean Moore - batteria, percussioni, tastiera, effetti
- The Anchoress - voce (traccia 5), cori (traccia 4)
- Vulcan String Quartet - archi (tracce 1, 4 e 5)